# Privé (Piccola Orchestra Avion Travel)
Privé è il quattordicesimo album in studio del gruppo musicale italiano Avion Travel, pubblicato il 18 maggio 2018.
Si tratta del primo album di inediti dal 2003, anno di uscita di Poco mossi gli altri bacini.

## Tracce
1. A me gli occhi/L'incanto – 5:24
2. Inconsapevole – 2:18
3. Come si canta una domanda – 3:26
4. Caro maestro – 3:13
5. Se veramente Dio esisti – 2:53
6. Alfabeto – 3:58
7. L'amore arancione – 4:05
8. Il cinghiale – 2:48
9. Privé – 3:51
10. Dolce e amaro – 3:06

## Classifiche
| Classifica (2018) | Posizione massima |
| ----------------- | ----------------- |
| Italia            | 32                |